# 巴博勒县
巴博勒縣（波斯語：‎）位於伊朗馬贊德蘭省，首府是巴博勒。
根據2006年的人口普查數據顯示總人口464,538人。2011年的數據為495,472人。2016年數據顯示總人口為531,930人。